# Вибух у Галіфаксі

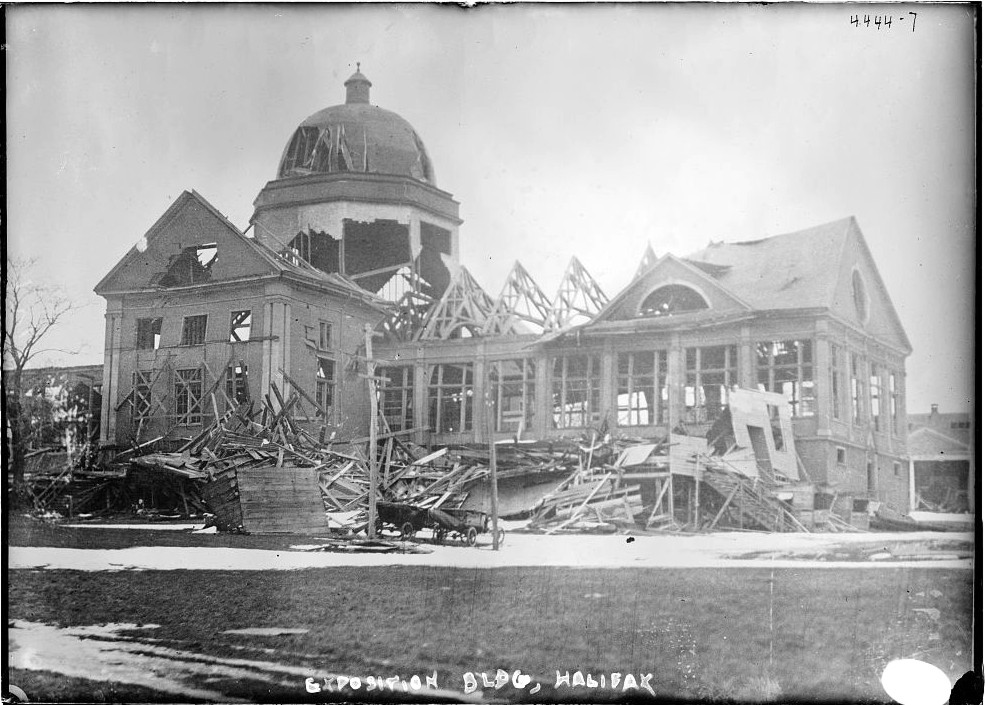
Руйнування в місті

Вибух у Галіфаксі (англ. Halifax Explosion) — вибух, який стався 6 грудня 1917 року в гавані міста Галіфакс, Канада. Французький військовий транспорт «Монблан», завантажений вибухівкою (тротилом, піроксиліном і пікриновою кислотою), зіткнувся з норвезьким кораблем «Імо». У результаті зіткнення на судні почалася пожежа, яка призвела до вибуху вантажу, в результаті якого були повністю зруйновані порт і значна частина міста. Близько 2 тисяч людей загинули під уламками будівель та внаслідок численних пожеж, які почались у місті в результаті вибуху. Приблизно 9 тисяч осіб отримали поранення, 400 втратили зір.
Вибух у Галіфаксі належить до найпотужніших вибухів, влаштованих людством, і був найпотужнішим вибухом до створення ядерної зброї — у ньому вивільнилася енергія близько 2,9 кілотонни ТНТ (12 000 ГДж).

## Перебіг подій
Допоміжний транспорт «Монблан» (довжина 97,5 м, ширина 13,6 м, місткість 3121 т) 25 листопада 1917 року став під завантаження в порту Нью-Йорк. На нього завантажили рідку і суху пікринову кислоту — 2300 тонн; тротил — 200 тонн, піроксилін — 10 тонн, бензол у бочках — 35 тонн. Судно прямувало до Бордо. Проміжним пунктом на маршруті був Галіфакс, де формувалися конвої для переходу через Атлантику. «Монблан» прибув на зовнішній рейд Галіфакса увечері 5 грудня. Наступного ранку близько 7 години «Монблан» почав заходити в порт. У цей час із порту виходив норвезький пароплав «Імо».
У результаті ризикованих маневрів капітанів «Імо» протаранив «Монблан» у правий борт, при цьому було пошкоджено кілька бочок з бензолом. Капітан «Імо» одразу наказав дати задній хід, вивільнивши своє судно з пробоїни, і відійшов. Однак від іскор спалахнув бензол і почалася пожежа. Знаючи про характер вантажу, капітан «Монблану» наказав команді покинути судно, після чого команда дісталася берега, залишивши судно та небезпечний вантаж напризволяще. Палаючий «Монблан» почав дрейфувати в бік берега і дійшов, таким чином, до дерев'яного пірса.
Про характер вантажу на «Монблані» в Галіфаксі знали лічені особи. Мешканці міста з цікавістю розглядали палаючий транспорт. О 9:06 стався вибух, потужність якого була такою, що 100-кілограмовий шматок шпангоута «Монблану» відлетів від місця вибуху на 12 миль (19 км).

## У мистецтві
Про вибух у Галіфаксі 2003 року було знято мінісеріал «Зруйноване місто».